# レゴランド・ディスカバリー・センター大阪
レゴランド・ディスカバリー・センター大阪は、大阪市港区海岸通1丁目にあるレゴブロックの屋内型テーマパーク。世界で12番目に開業したレゴランド・ディスカバリー・センターである。

## 概要
海遊館に隣接する天保山マーケットプレースの3階にある。西日本における本格的なレゴのテーマパークでレゴブロックを使用した様々な展示があり、「レゴランド・ディスカバリー・センター東京」あるいは愛知県名古屋市にある「レゴランド・ジャパン」とは、同じ運営会社の別の施設である。